# 金色

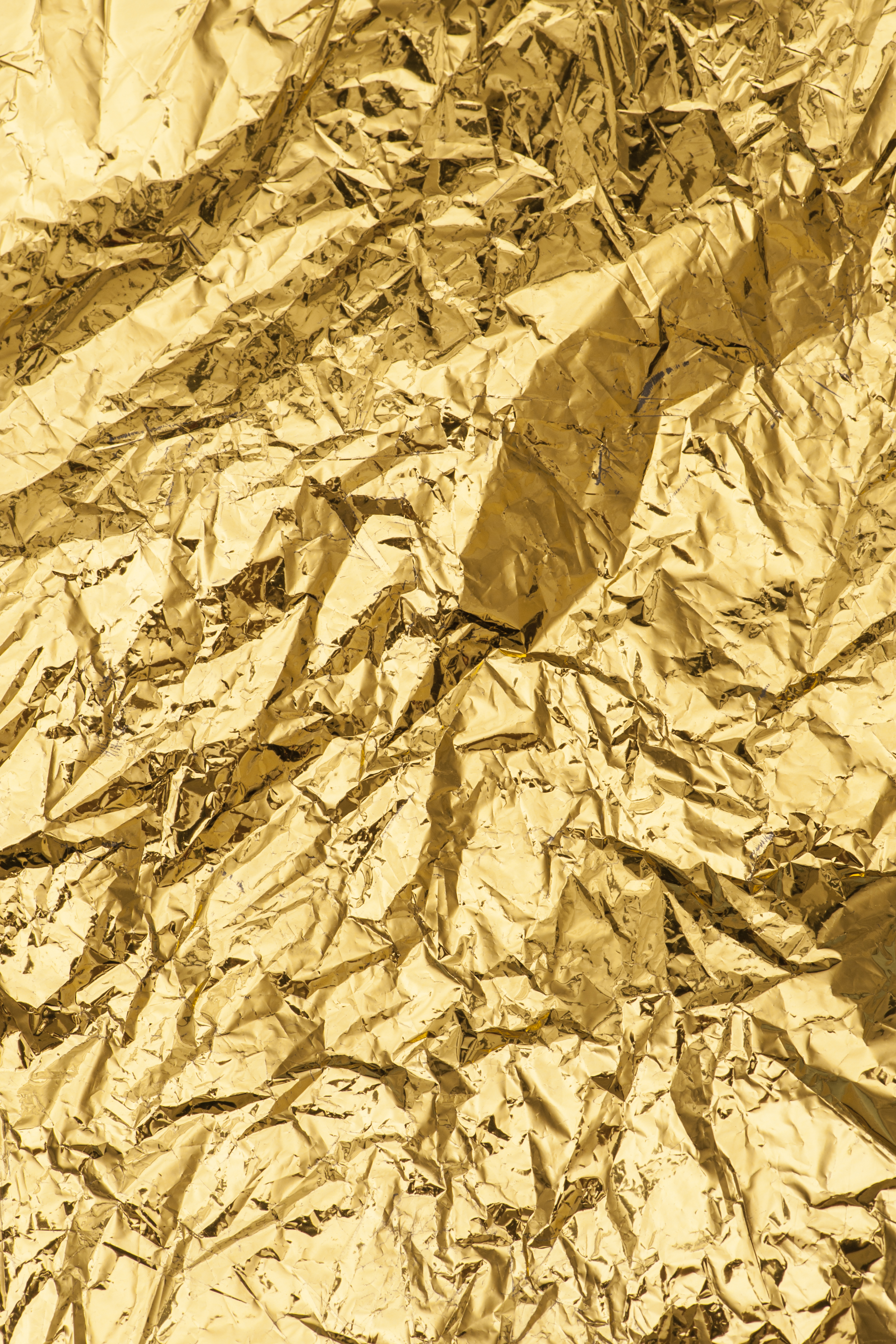
自然のメタリックカラー

金色（きんいろ、こんじき）または黄金色（こがねいろ）は、オレンジがかった黄色(山吹色)で金属光沢を持つ、物体表面の光学的状態である。金（きん）がその代表例である。英語ではゴールド (gold)。
色としては黄色系の色だが、金属光沢、つまり、反射光があまり乱反射せず強い指向性を持つことで金色となる。ただし、完全な指向性を持てば、黄色い鏡と見える。
色だけの性質ではないので、色空間や表色系だけで完全に表すことはできないが、ウェブカラーとしては#FFD700が定義されており、ややオレンジがかった黄色である。JIS慣用色名としても定義されている。右図では、金属光沢をグラデーションでイメージしている。

## 金色のもの
金は金色である。多くの金属は吸収帯が紫外線帯にあり可視光は全て反射するので白色（銀色）になるが、金では吸収帯が可視光にまで及んでいるため色が付く。より正確には、金は波長約550nm以下の光を吸収するので、それより長波長の黄緑・黄色・オレンジ・赤が混ざって、ややオレンジ寄りの黄色（金色）となる。
金以外では銅とセシウムが黄色系の色だが、やや色合いが異なる。銅は金より広い600nm以下の光を吸収するため、赤っぽくなる。逆にセシウムは吸収帯が狭く、白っぽくなる。またこれらの金属は容易に錆びて、光沢を失ったり色合いが変わってしまう。合金では黄銅、硫化錫(IV)、スズ添加量が多い一部の青銅（砲金など）およびアルミ青銅、窒化チタン、サマリウム酸化物が金色に近い。
金属的な光沢は構造色でも生み出せるので、黄色を選択的に反射する構造色は金色を呈する。

## 紋章学・旗章学
紋章学・旗章学では、金色は「オーア」（Or）と呼ばれ、紋章で金を使った部分を指す。オーアは、極めて頻繁に黄色としても描かれ、通常黄色で金色を置き換え可能であると見なされている。ヨーロッパなどの国旗・国章における黄色はふつう「金色」と称される。（例：ドイツの国旗、スウェーデンの国旗）

## 近似色
- 黄色
- 山吹色
- 黄土色
- 琥珀色